# Эмпальме (муниципалитет)
Эмпальме (исп. Empalme) — муниципалитет в Мексике, штат Сонора, с административным центром в одноимённом городе. Численность населения, по данным переписи 2020 года, составила 51 431 человек.

## Общие сведения
Название Empalme в переводе с испанского — стыковка, соединение, дано, так как здесь расположен железнодорожный узел.
Площадь муниципалитета равна 593,2 км², что составляет 0,3 % от площади штата, а наиболее высоко расположенное поселение Санта-Мария-де-Гуаймас, находится на высоте 67 метров.
На севере, востоке и западе он граничит с другим муниципалитетом Соноры — Гуаймасом, а на юге берега муниципалитета омываются водами Калифорнийского залива.

## Учреждение и состав
Муниципалитет был образован 13 августа 1953 года, по данным 2020 года в его состав входит 53 населённых пункта, самые крупные из которых:
| Код INEGI                  | Населённый пункт                                                                                              | Численность населения (2005 год) | Численность населения (2010 год) | Численность населения (2020 год) |
| -------------------------- | --- | -------------------------------- | -------------------------------- | -------------------------------- |
| 025                        | Всего | 50663                            | 54131                            | 51431                            |
| 0001                       | Эмпальме (исп. Empalme) 27°57′27″ с. ш. 110°48′58″ з. д. (административный центр)                             | 40630                            | 42516                            | 38886                            |
| 0034                       | Хосе-Мария-Морелос-и-Павон (исп. José María Morelos y Pavón (La Atravezada)) 28°05′45″ с. ш. 110°41′32″ з. д. | 1878                             | 2098                             | 2342                             |
| 0060                       | Санта-Мария-де-Гуаймас (исп. Santa María de Guaymas) 28°08′36″ с. ш. 110°41′31″ з. д.                         | 1249                             | 1469                             | 1719                             |
| 0033                       | Ми-Патрия-эс-Примеро (исп. Mi Patria es Primero) 28°02′58″ с. ш. 110°40′41″ з. д.                             | 1171                             | 1455                             | 1316                             |
| 0037                       | Ла-Пальма (исп. La Palma) 28°03′14″ с. ш. 110°42′14″ з. д.                                                    | 1041                             | 1160                             | 1017                             |
| 0006                       | Антонио-Росалес (исп. Antonio Rosales) 28°04′43″ с. ш. 110°36′41″ з. д.                                       | 757                              | 1006                             | 964                              |
| 0013                       | Крус-де-Пьедра (исп. Cruz de Piedra) 27°57′03″ с. ш. 110°40′32″ з. д.                                         | 827                              | 916                              | 922                              |
| 0069                       | Урсуло-Гальван (исп. Úrsulo Galván) 28°04′48″ с. ш. 110°41′08″ з. д.                                          | 542                              | 595                              | 778                              |
| 0140                       | Сан-Фернандо-де-Гуаймас (исп. San Fernando de Guaymas) 27°58′20″ с. ш. 110°42′35″ з. д.                       | 596                              | 692                              | 670                              |
| —                          | Прочие | 1972                             | 2224                             | 2817                             |
| Названия на карте Генштаба | |                                  |                                  |                                  |

## Экономическая деятельность
По статистическим данным 2000 года, работоспособное население занято по секторам экономики в следующих пропорциях:
- сельское хозяйство, скотоводство и рыбная ловля — 18,1 %;
- промышленность и строительство — 37,3 %;
- торговля, сферы услуг и туризма — 42,6 %;
- безработные — 2 %.

## Инфраструктура
По статистическим данным 2020 года, инфраструктура развита следующим образом:
- электрификация: 99,2 %;
- водоснабжение: 85,1 %;
- водоотведение: 96 %.